# Khromtaū Aūdany
Khromtaū Aūdany är ett distrikt i Kazakstan.   Det ligger i oblystet Aqtöbe, i den västra delen av landet, 900 km väster om huvudstaden Astana.